# Rozette
Rozette（1982年11月19日—），本名珍·博普雷（英語：Jenn Beaupre），是一名加拿大籍創作歌手、聲樂導師、網絡紅人。

## 生平
珍·博普雷出生於阿爾伯塔愛民頓，其幼時曾在卡加利歌劇院接受歌劇相關的訓練，但其後因她對歌曲創作的喜愛而未有繼續。2005年，她參加選秀節目《加拿大偶像第三季》，成功進入全國三十二強，但未能在外卡復活賽中獲得參賽名額。她在2009年曾為來自美國的莫斯科芭蕾舞團的加拿大巡迴演出擔任開幕嘉賓。她其後以「Rozette」為藝名並發表多首音樂作品，更成為一名聲樂導師，並會在社交平台發佈影片教授聲樂技巧。
博普雷是加拿大音樂品牌、經紀公司傑諾文化傳媒（Club Zero Media）的合夥人。傑諾文化傳媒自2023年3月起在YouTube和bilibili等平台推出一系列她評論林俊傑、周深、陶喆等多位知名亞洲歌手演出的影片，其中包括點評《歌手2024》節目等的多部影片均在網絡引起關注。2024年底，她受邀參與台北跨年演出，並與黃宣合作表演。